# أندريه أنيس
أندريه أنيس (25 مايو 1977 بتالين في إستونيا - ) هو لاعب كرة قدم إستوني في مركز الدفاع. شارك مع منتخب إستونيا تحت 21 سنة لكرة القدم ومنتخب إستونيا لكرة القدم. أما مع النوادي، فقد لعب مع FC Norma Tallinn ‏ وPärnu JK Tervis ‏ وJK Tallinna Kalev ‏ وFC Kuressaare ‏ وViljandi JK Tulevik ‏.

## وصلات خارجية
- أندريه أنيس على موقع الاتحاد الدولي (مؤرشف)  (الإنجليزية)
- أندريه أنيس على موقع اتحاد إستونيا (الإنجليزية)
- أندريه أنيس على موقع قاعدة بيانات كرة القدم.إي يو (الإنجليزية)
- أندريه أنيس على موقع ناشيونال فوتبول تيمز (الإنجليزية)
- أندريه أنيس على موقع عالم كرة القدم.نت (الإنجليزية)